# Terinos lucia
Terinos lucia är en fjärilsart som beskrevs av Otto Staudinger 1889. Terinos lucia ingår i släktet Terinos och familjen praktfjärilar. Inga underarter finns listade i Catalogue of Life.